# 大安森林公園

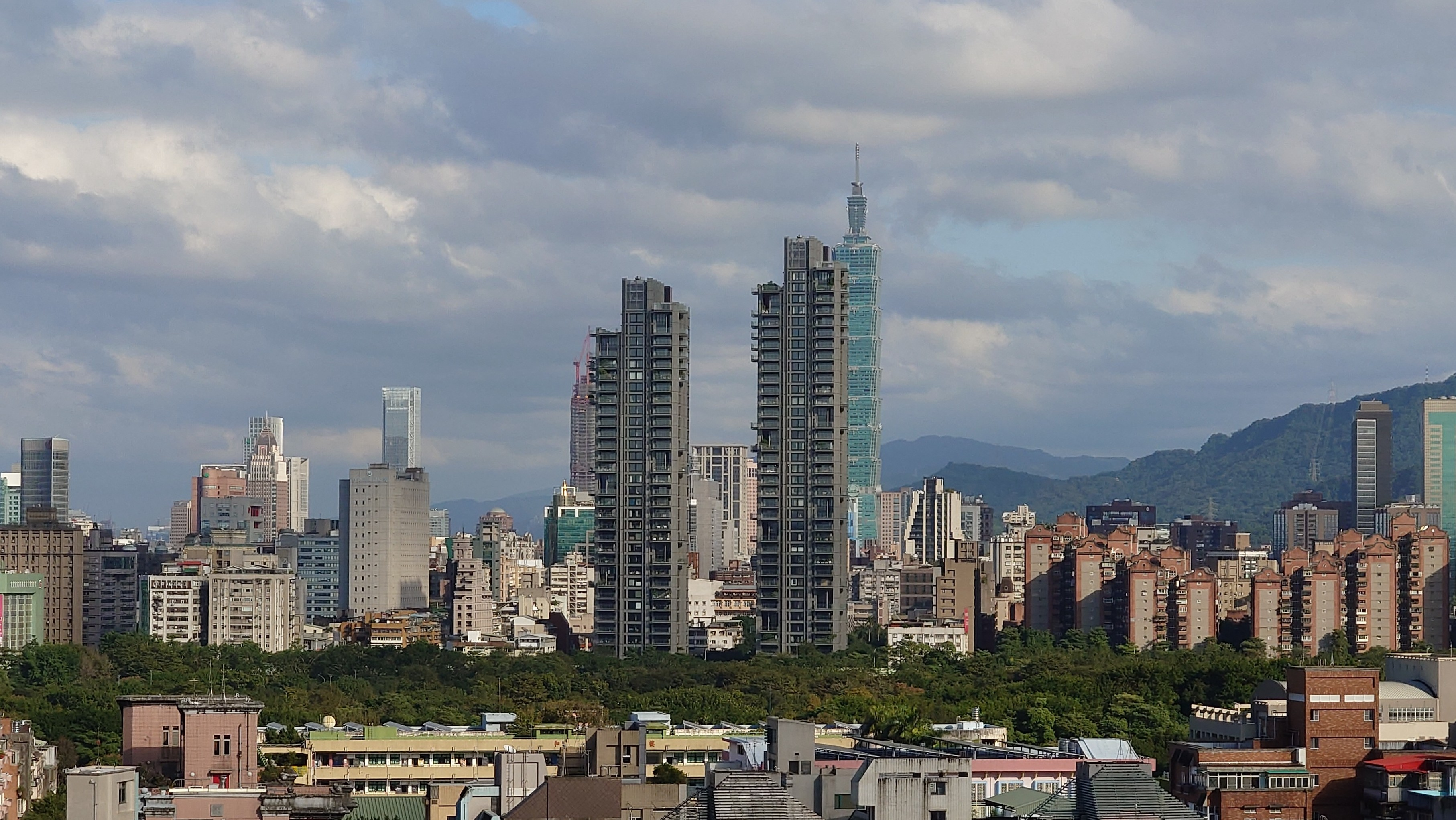
大安森林公園

大安森林公園，位於臺灣臺北市大安區，佔地25.9354公頃（78,454.585坪），由臺北市政府工務局公園路燈工程管理處負責管理與維護。公園位於台北市區中心，是一座草木濃密的生態公園，都會森林的型態被譽為台北市的「都市之肺」；其在興建之前被稱為「七號公園」，1994年3月29日正式對外開放，當時曾是台北市區最大的公園。
園內除大量樹林，亦有規劃花壇。園外靠道路之人行道則以多層式綠籬景觀區隔，臨建國南路為盾柱木和大安森林公園之友基金會捐贈的櫸木，臨和平東路為樟樹、臨新生南路為白千層、臨信義路則為榕樹，人行道中央還植有楓香樹。此外，園內亦設有行人座椅、涼亭、音樂舞台、慢跑道等多種休憩設施，公園臨信義路、建國南路口側則設置有地下停車場。

## 園內設施及生態

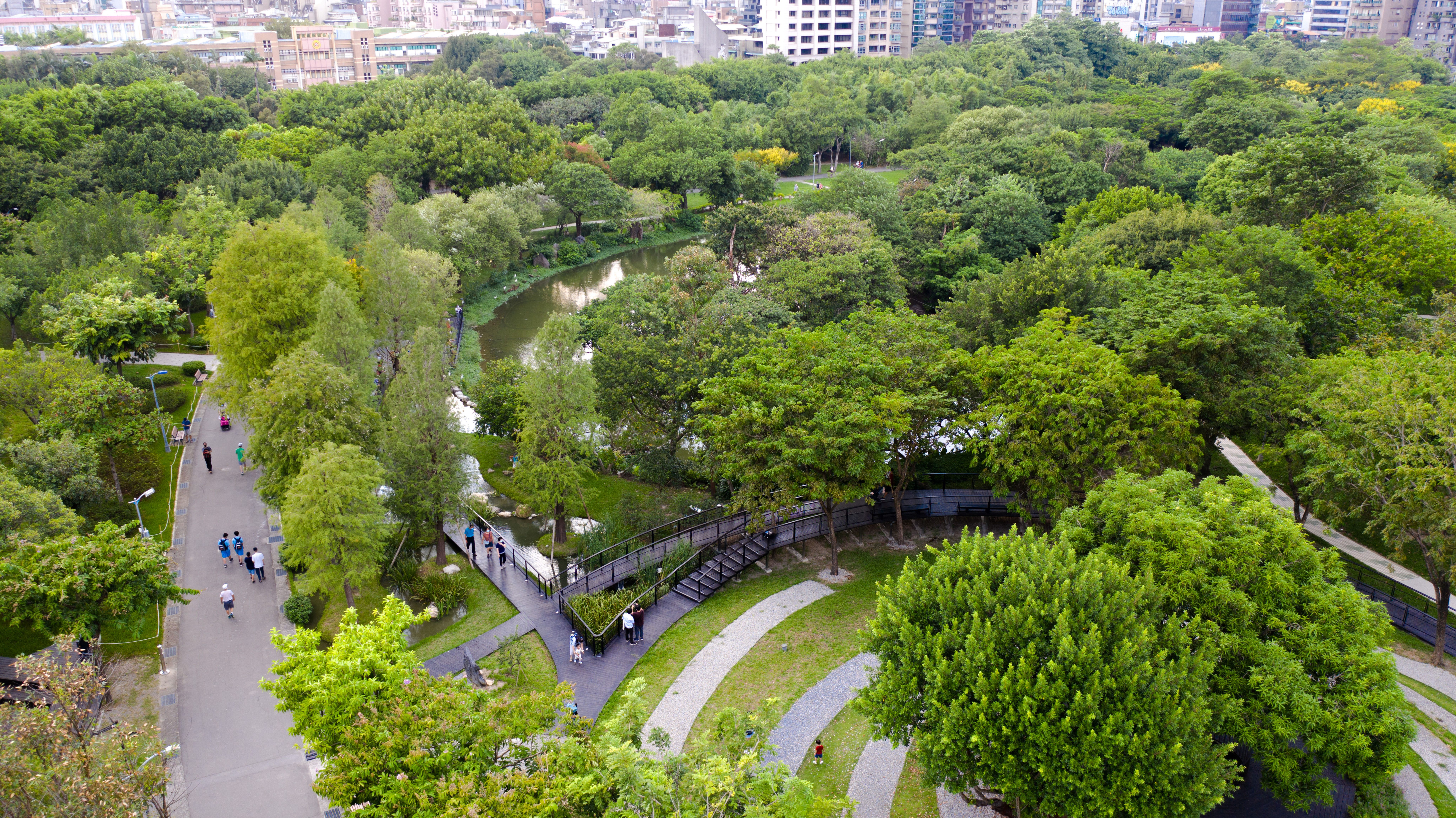
大安森林公園生態池南畔

整個公園主要可分為：竹林區、榕樹區、香花區、水生植物區、帶狀林區、水池假山區、露天音樂台、兒童遊戲區和停車場。
2014年至2015年期間，大安森林公園之友基金會委託國立臺灣大學森林環境暨資源學系進行野生動物研究調查，在園內共記錄到包括鳥類49種、哺乳類3種、兩棲類4種、爬蟲類5種及3種魚類，共64種脊椎動物；其中還包括鳳頭蒼鷹、游隼、紅尾伯勞、臺灣藍鵲4種保育類動物，五色鳥、臺灣藍鵲、小彎嘴、盤古蟾蜍、斯文豪氏攀蜥、蓬萊草蜥6種臺灣特有種，其中鳳頭蒼鷹在每年繁殖季會固定在此築巢孵育幼鳥。
因為園內豐富的生態，在大安森林公園內曾先後針對黑冠麻鷺、鳳頭蒼鷹進行繫放追蹤等多項調查，也有針對五色鳥設置人工巢箱試驗。

### 露天音樂台

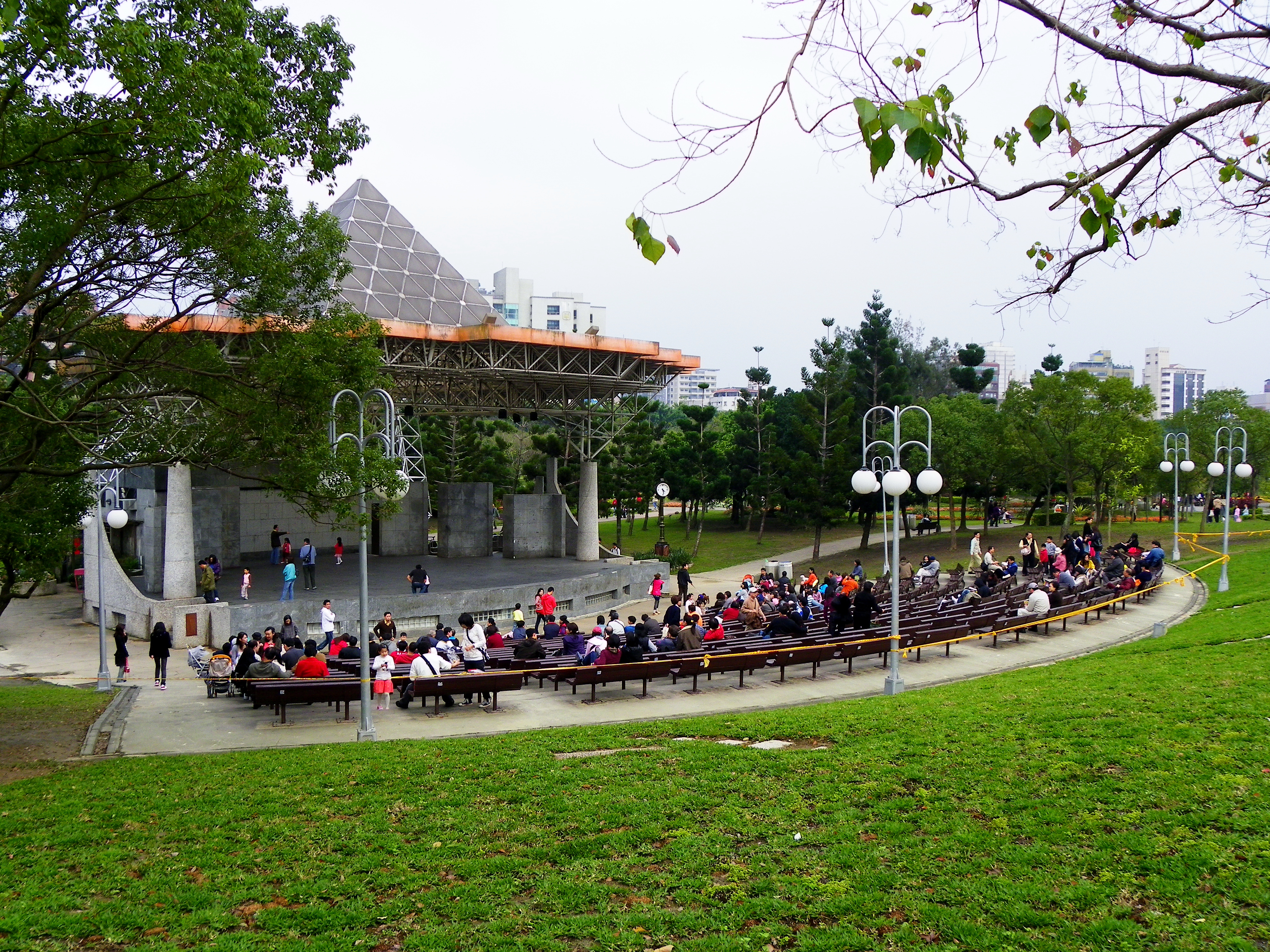
露天音樂台

大安森林公園的露天音樂台，可提供九百多人的觀眾參與，經常舉辦大型演出活動；遇選舉時，也常成為候選人舉辦造勢活動之場地。台灣著名樂團五月天於1997年在此舉辦的音樂活動野台開唱中，正式成立並首次公開演出；2017年，五月天特地在此舉辦《20週年演唱會回到1997.3.29》 。

### 兒童遊戲區
園內在靠近信義路一側設有一面積達1,300平方公尺的兒童遊戲區，其內有盪鞦韆、溜滑梯、沙坑等公園遊具，一旁還設有滑輪場和兒童小舞台。

### 大生態池

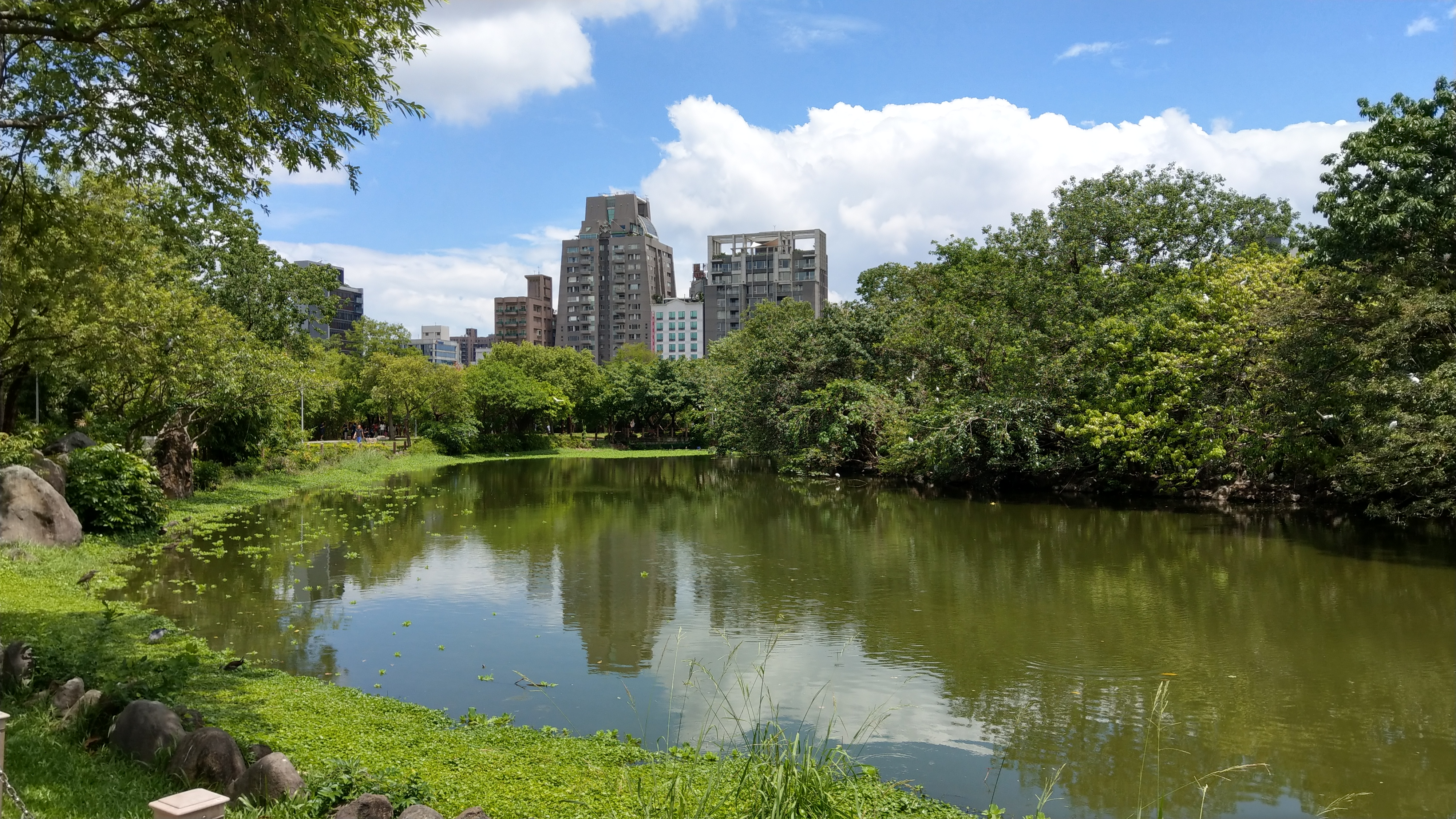
生態池

在興建公園時特地規劃了一處人工生態池，面積達0.7公頃，池中有兩小島，水池周邊及小島上植有金露花、紅葉鐵莧、美人蕉、軟枝黃蟬等多種植物，加上島上無人為干擾，已有大量夜鷺與小白鷺群聚於此，並年在繁殖期會在此築巢孵育幼鳥。

### 小生態池

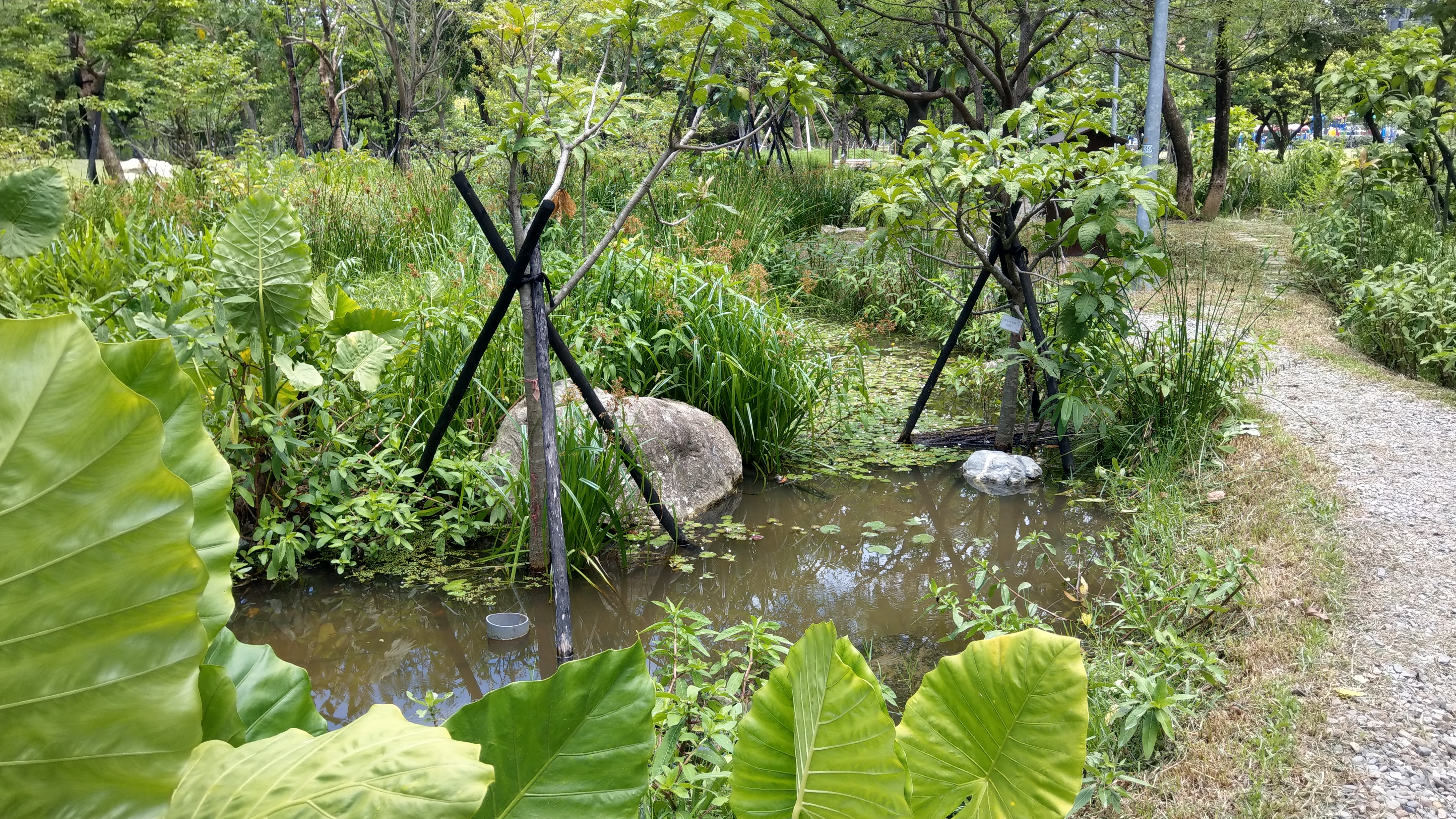
小生態池及步道

2015年起，公園與大安森林公園之友基金會合作，利用生態工法儲存利用雨水，重新規劃植栽，重現台北之濕地原生植物，陸續設置了三處小生態池，並在小生態池內孵育螢火蟲，目前螢火蟲季時期也有機會在熱鬧市區中的大安森林公園裡看見螢火蟲。

### 杜鵑花心心

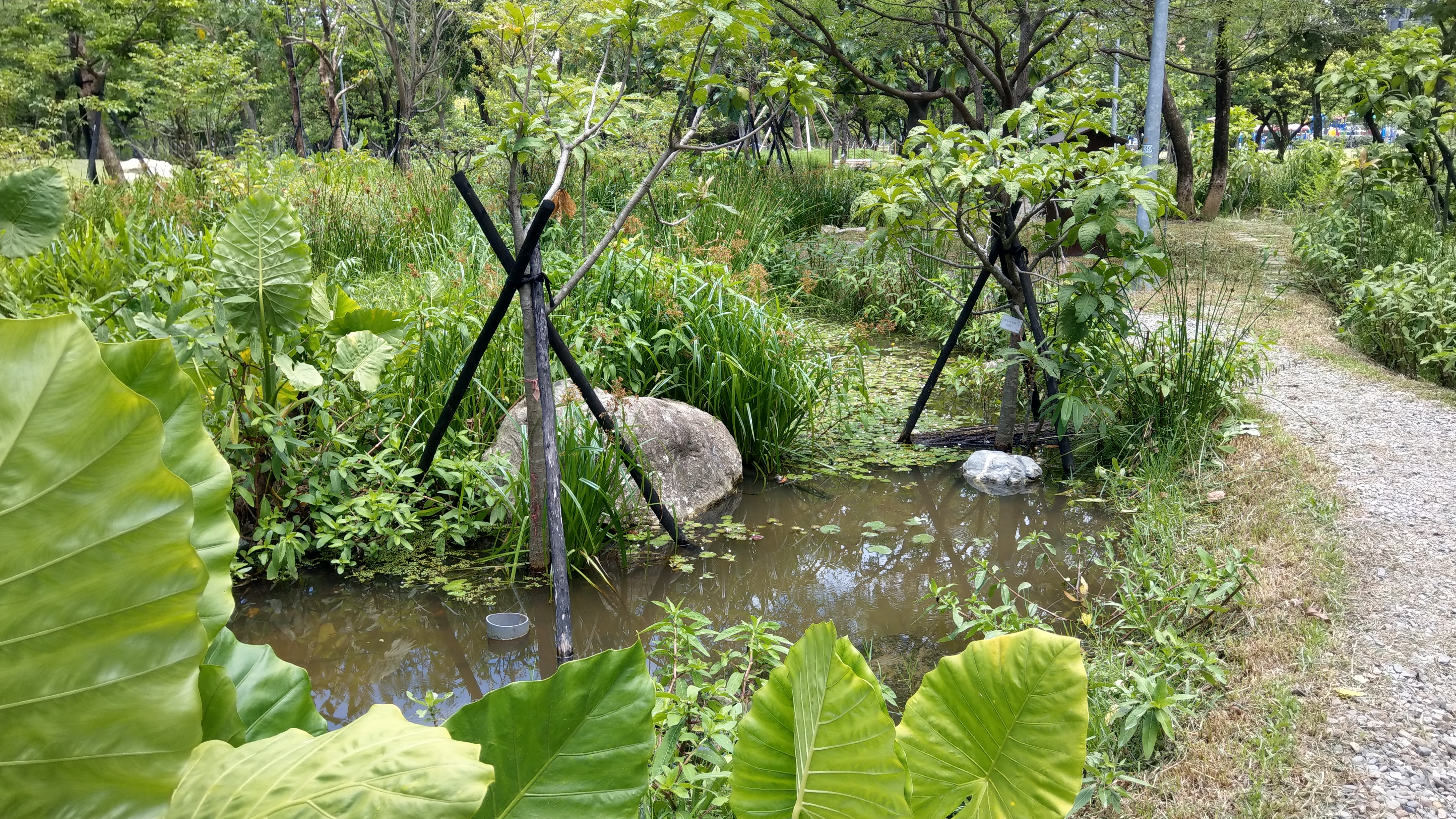
小生態池及步道

位於大安森林公園生態池畔的特色花卉展區，由大安森林公園之友基金會打造，以杜鵑花結合繡球花構成庭園式景觀。每年三月舉辦花季，中央平台圍繞芒果樹設計，並透過精緻養護使萬花齊發，成為都市賞花打卡景點。

### 螢火蟲復育區

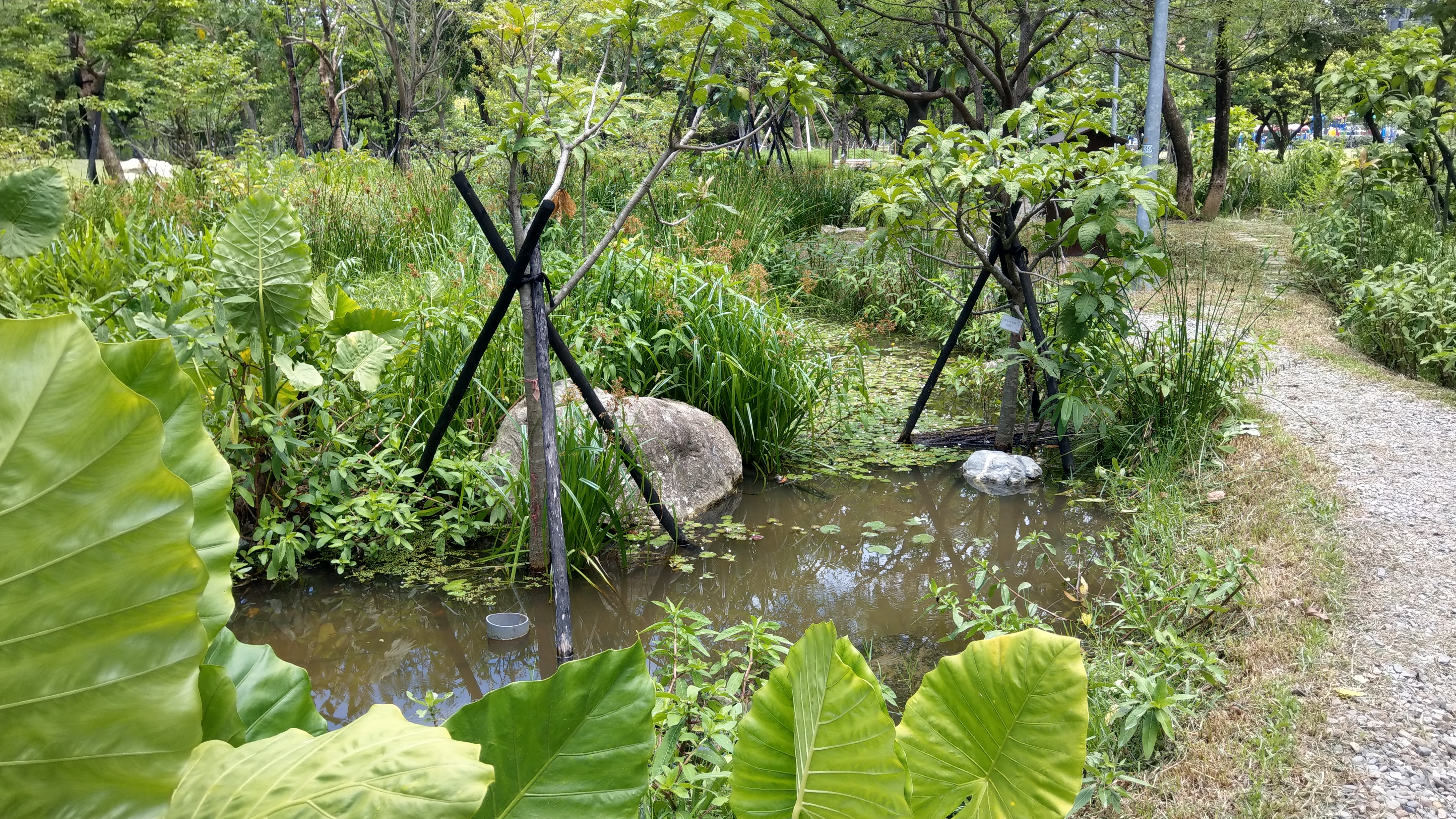
小生態池及步道

自2015年起由大安森林公園之友基金會復育黃緣螢，營造3處生態池並導入低光害設計。每年4至5月舉辦賞螢季與生態教育，區內以台灣原生植物與水生螺類營造適生環境，為都市中難得一見的螢火蟲棲地。

### 阿勃勒黃金雨

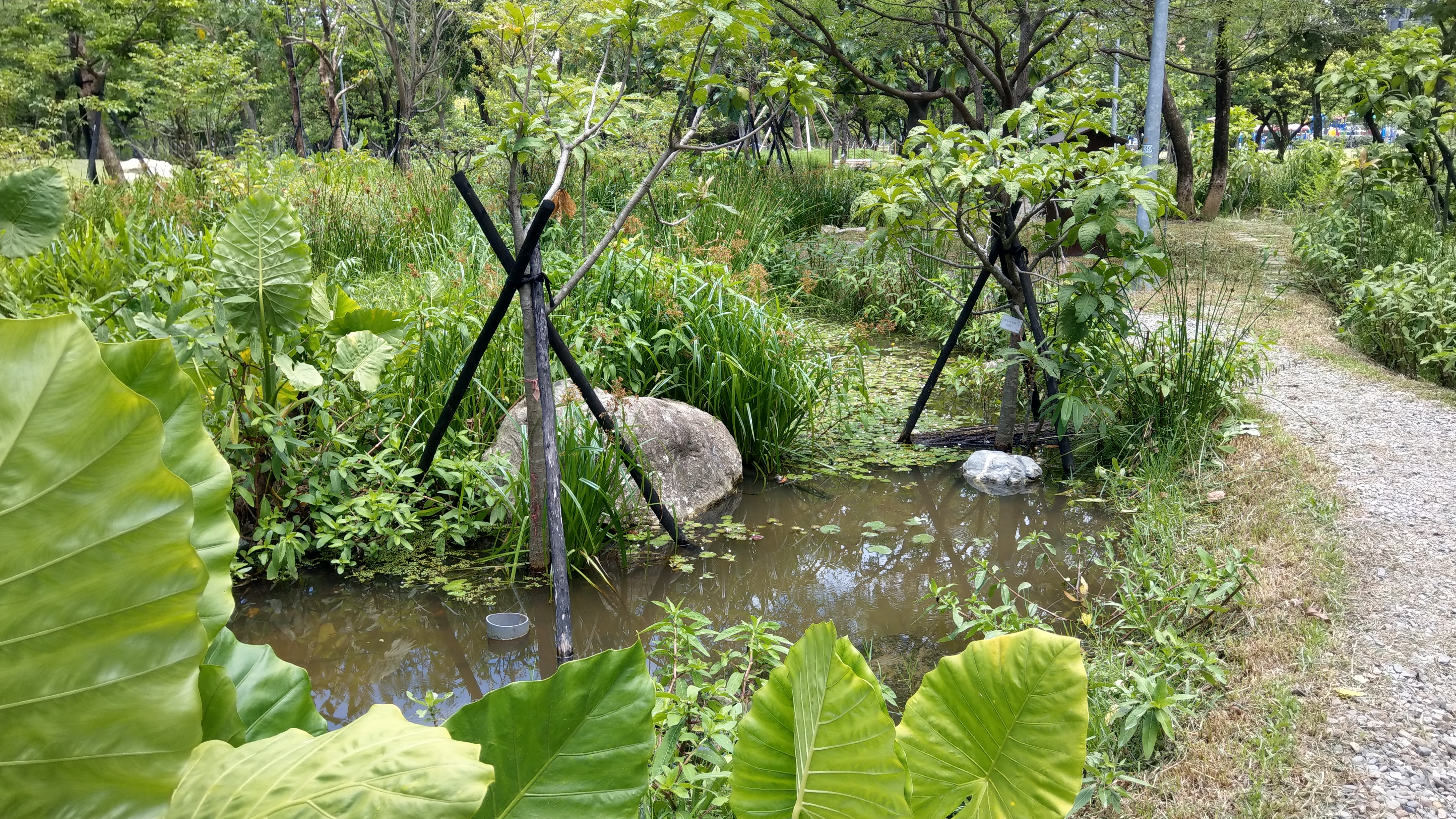
小生態池及步道

每年5至6月盛開金黃花序，形如黃金雨幕。大安森林公園之友基金會推動「樹木方舟計畫」改善阿勃勒種植區的土壤與排水，並栽植開花植物台灣魚木及加羅林魚木苗木，期盼茁壯後與阿勃勒共營繽紛金色花廊的美景。

### 錫葉藤花廊

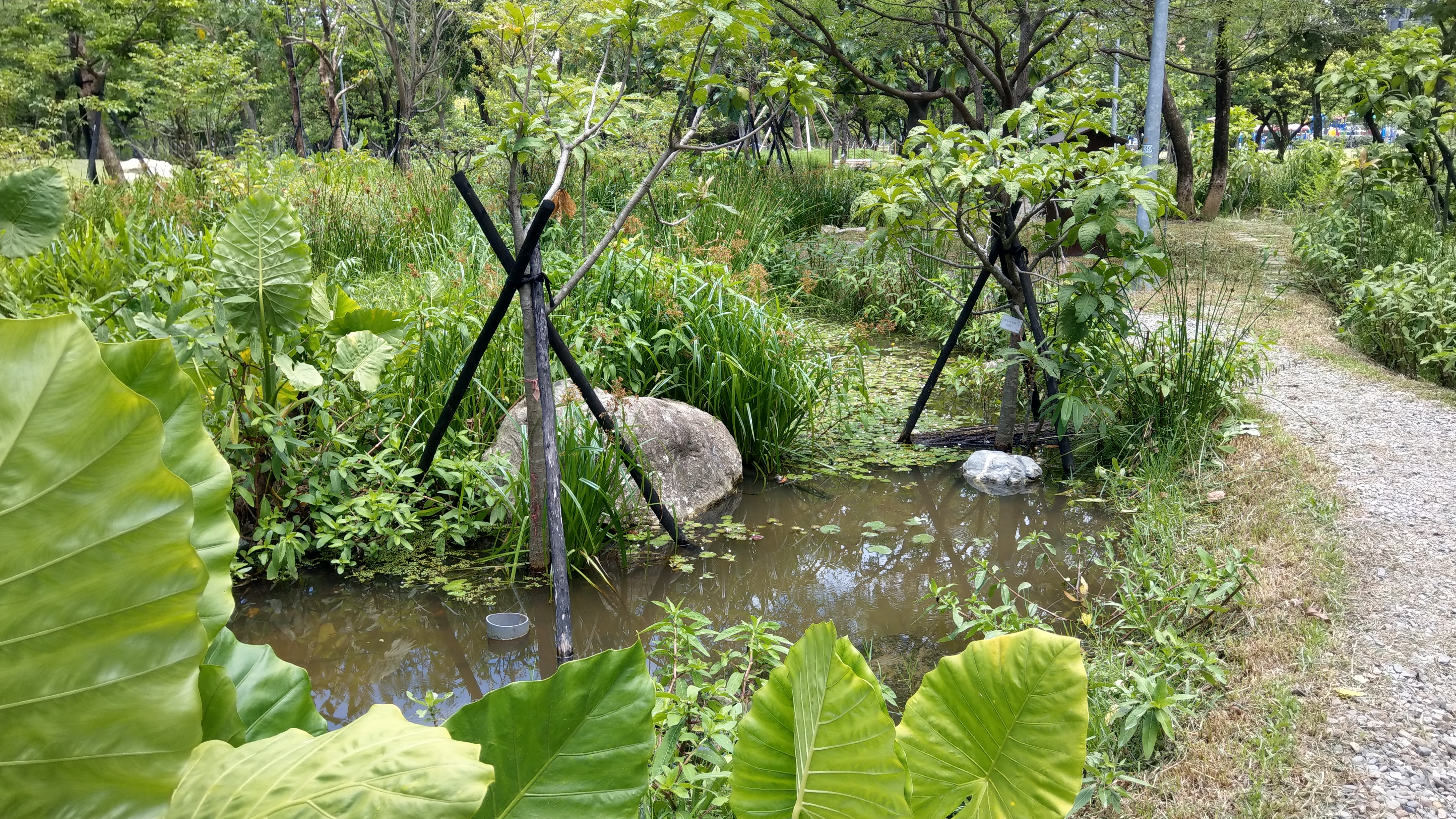
小生態池及步道

位於大安森林公園東側綠廊，2021年由大安森林公園之友基金會與專家改造棲地、優化土壤與排水系統，種植俗稱「許願藤」的大花錫葉藤。花期為主要集中每年3月、7月與10月，盛開時如紫色花瀑垂掛棚架，成為遊客駐足拍照的熱門賞花景點。

### 生態防蚊液站

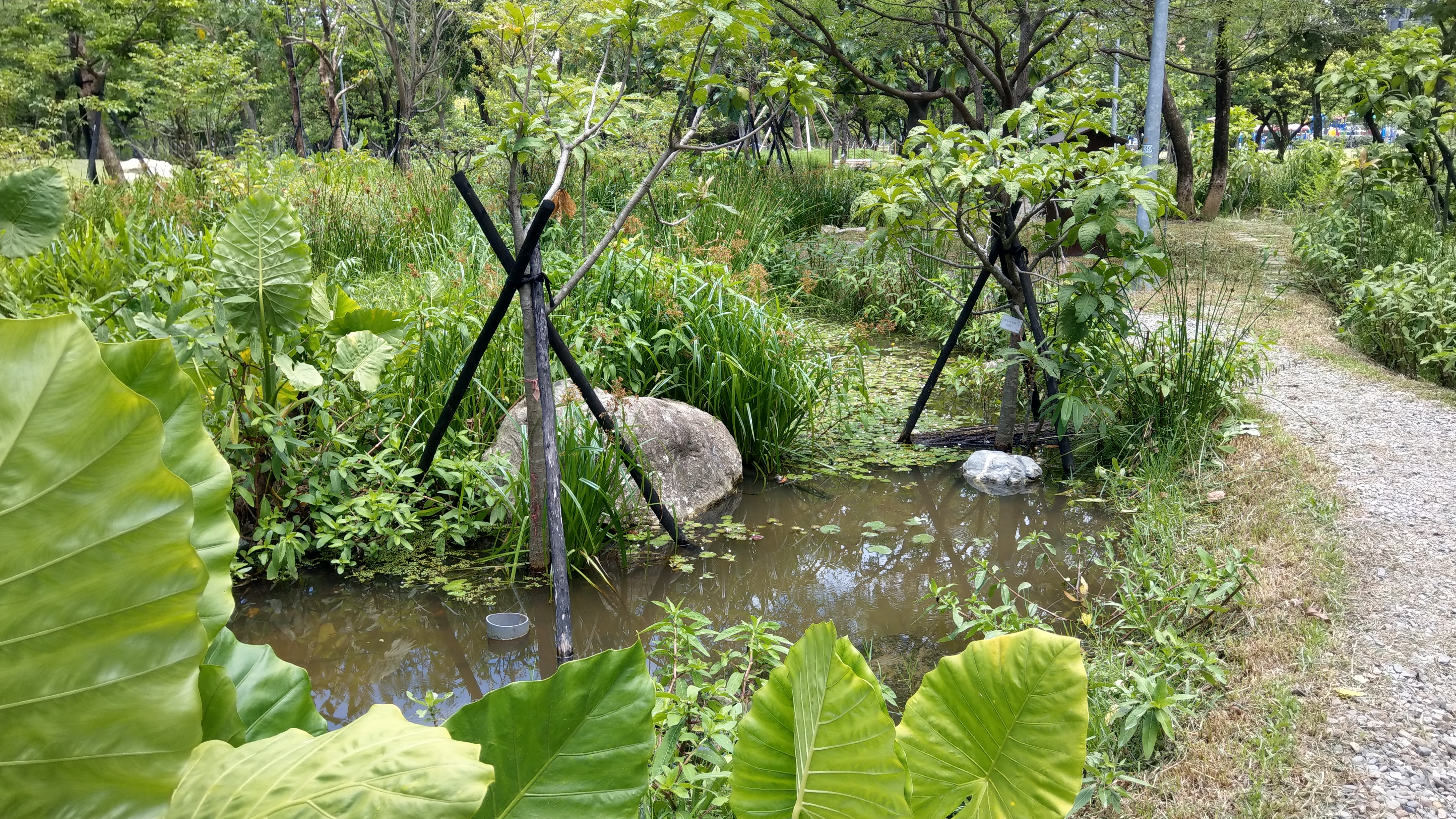
小生態池及步道

大安森林公園之友基金會於2014年起推動友善環境的生態防蚊工法，結合蚊蟲熱點調查、棲地管理及生物製劑投放，有效降低蚊蟲密度。此外，為增加防護效果，在園內設置8座防蚊液站，提供天然植物精油配方防蚊液供民眾使用，兼顧民眾健康與環境友善，實踐生態保育與遊憩舒適的雙重目標。

### 台北健森房互動體驗區

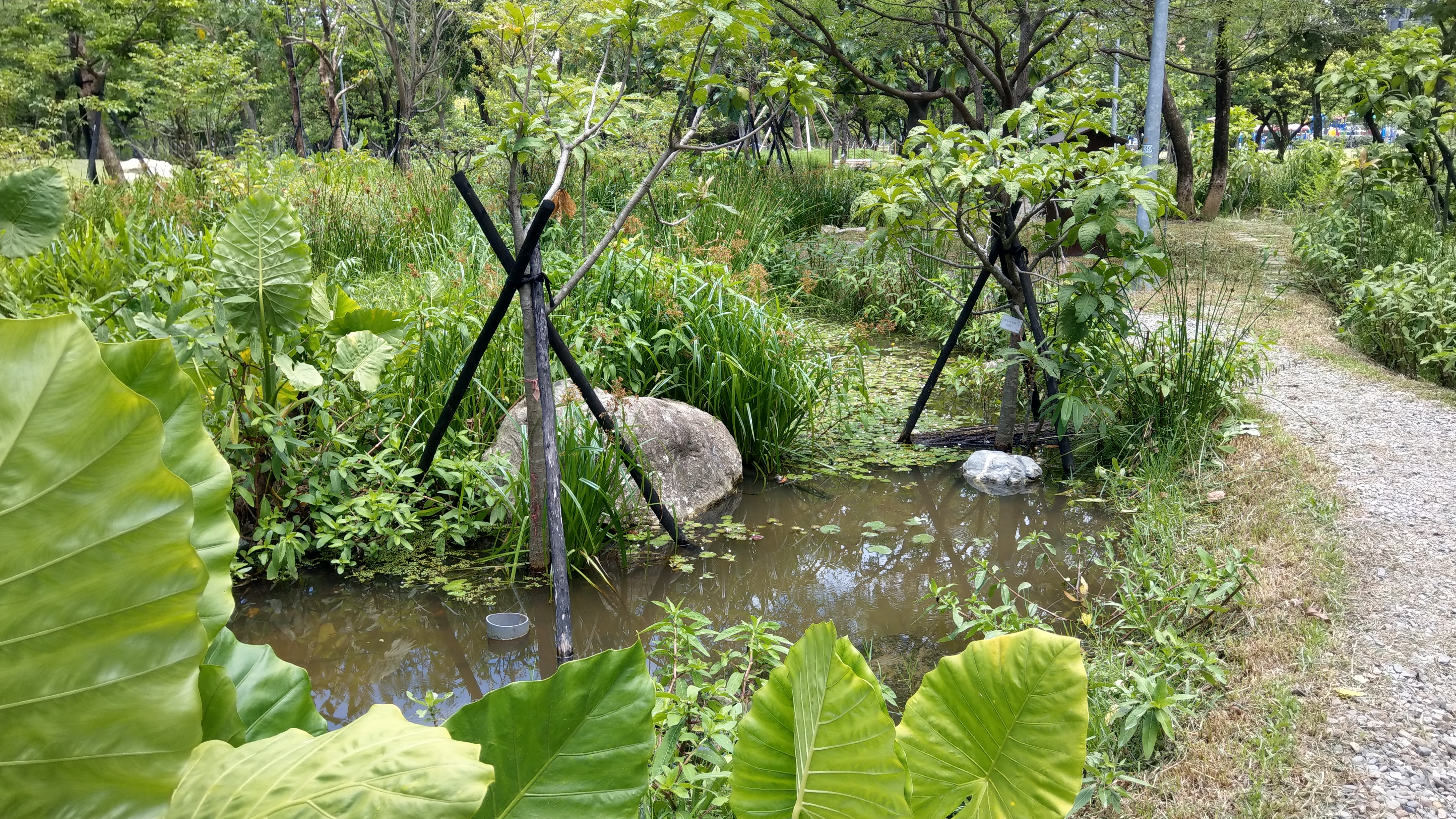
小生態池及步道

為大安森林公園結合公共藝術、運動並與生態共好的創新設施，透過踩踏裝置汲取地底雨撲滿的儲水，帶動水循環、提升含氧量，進一步改善整體水域生態。飛輪基座設有QR code掃描紀錄功能，可提高民眾運動樂趣。健森房為市民提供有氧的運動空間，也是推廣永續生活理念的互動場域。

### 落羽松步道

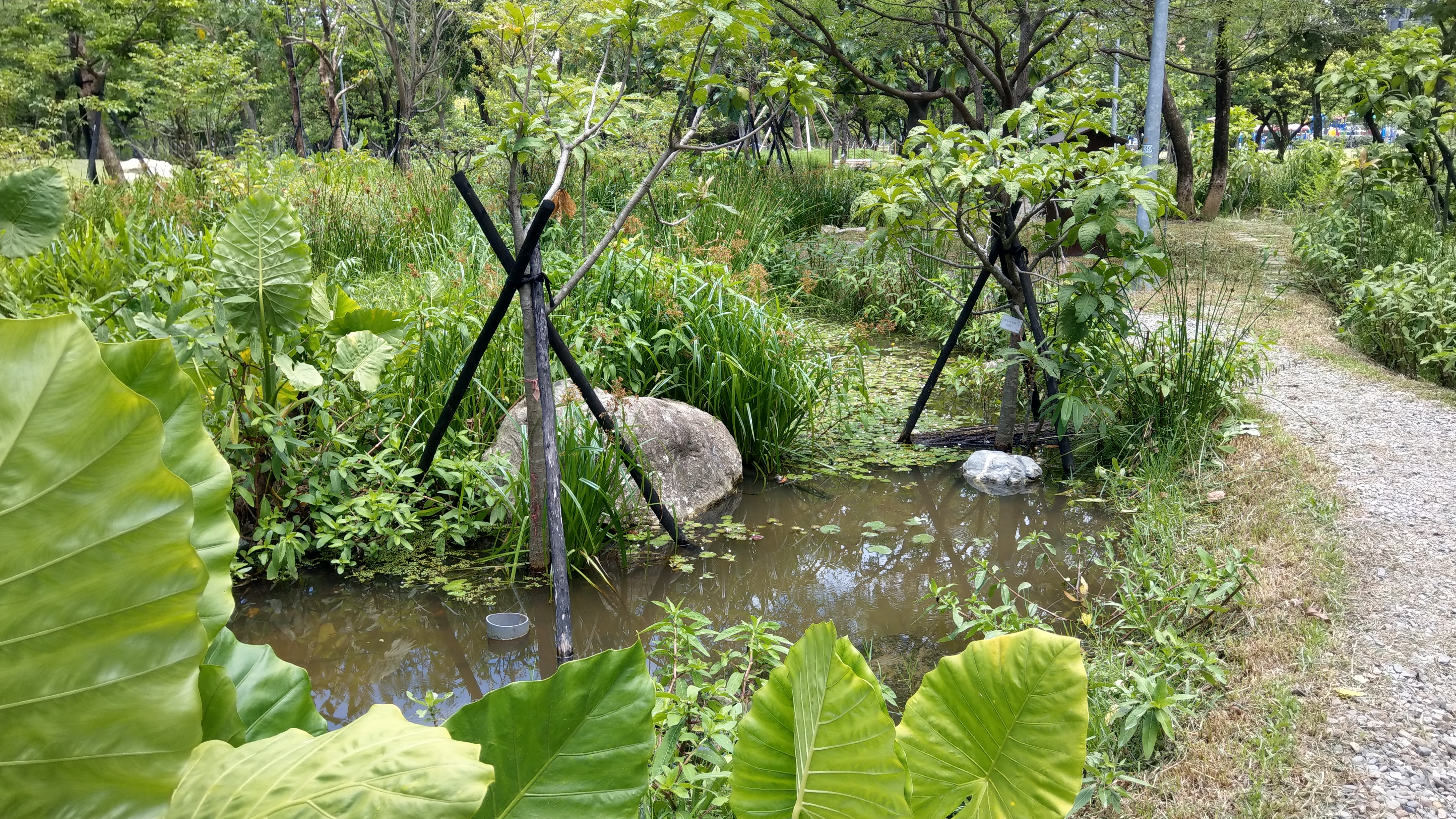
小生態池及步道

位於大安森林公園南側生態池畔，每年11月至翌年2月呈現季節限定的金黃落羽松景致。步道採高架設計穿越濕地，保護膝根生長與民眾安全，並結合水循環系統與自然生態工法，營造多樣性水域生態，成為賞景與環境教育兼具的濕地林蔭空間。

### 大漁櫻／河津櫻區

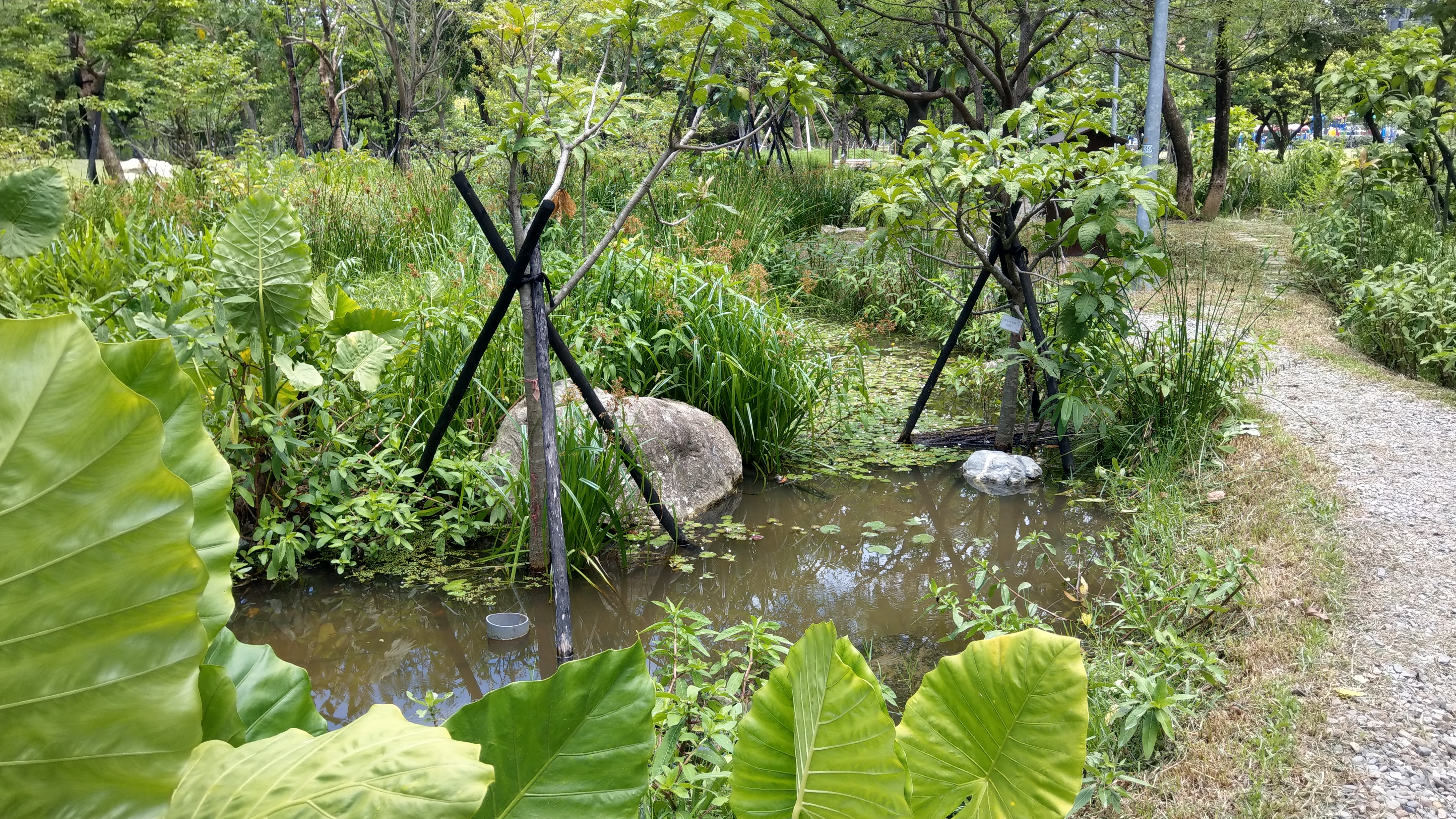
小生態池及步道

為大安森林公園內春季賞櫻熱點，由基金會結合日方專家導入專業櫻花種植與照護技術。基金會於公園南北兩處各選擇一日照充足地區，營造成山丘起伏、排水良好的環境，栽植耐熱的大漁櫻與改良品種河津櫻，期盼市民在城市中心漫步櫻丘，享受櫻花盛開的浪漫氛圍。

### 生態水圳

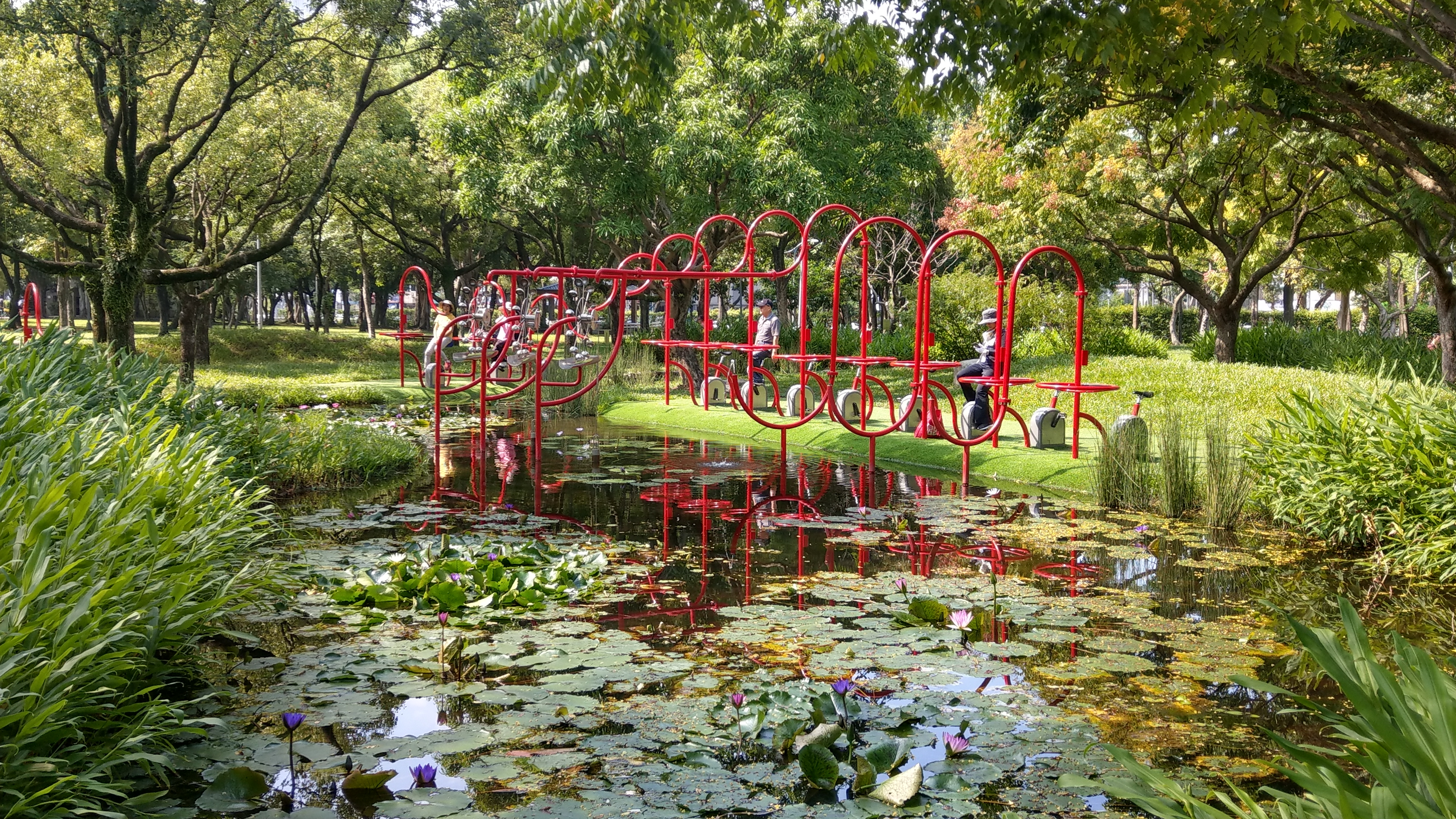
生態水圳與「台北健森房」

2018年台北市政府、國立台灣大學與大安森林公園之友基金會曾經共同規劃，計畫建設一條從台灣大學校內沿著新生南路，經龍安國小連接至大安森林公園，全長近兩公里連結台大醉月湖至大安森林公園生態池的都市生態草溝「大灣草圳」，2018年已完成位於大安森林公園內之部分，同時規畫了結合人文、自然生態與科技藝術的方式，配合水圳設計了「台北健森房」，讓民眾可以以運動休憩的方式參與此區域的活水工作；不過在大安森林公園外的部分，由於未受到當地居民的支持，最終並未繼續興建。

## 歷史
台灣日治時期，台灣總督府於1932年公布的大台北市都市計畫中，首次將此地規劃為七號公園預定地，為當時眾多臺北市戰前規劃的大型都會公園之一，但是直到1945年台灣日治時期結束，此地大部分區域仍為農田，也並未有任何開始興建公園的詳細計畫。
進入中華民國時代後，由於此處仍為閒置土地，1949年中華民國空軍通信大隊一度在此建立基地，並在此建立眷村建華新村，此後包括中華民國憲兵新南營區、憲兵藝工大隊、中華民國陸軍眷村岳廬新村、軍中廣播電台、聯勤總部北區印刷廠兼中華民國糧食北區調度中心與供外籍學生居住的台北國際學舍也設立於此。此外大量因戰爭來到台灣的中國大陸移民也在此區域建立眷村，1983年的電影《搭錯車》即以當時的此地做為劇情的背景。也因為建華新村及岳廬新村兩個眷村，合計居民人數曾多達數千人，在當時在此地也曾設有龍崗里、龍飛里、萬龍里等多達四個里。
但在1956年台北市的都市計畫公告中，仍延續台灣日治時期的規劃，繼續將此地保留為七號公園預定地。1974年行政院曾發函台北市政府，要求盡速闢建七號公園。但在1975年時任總統蔣中正過世後，此地一度被行政院中正紀念堂籌建小組列為兩處候選基地之一；一直到1984年，台北市政府再次提出七號公園的興建計畫，規劃做為自然森林公園；但當時民間提議規劃在此興建體育館，也一度獲得台北市議會的支持，並引起當時極大爭議。最終在1989年才確認維持森林公園的型態。
1992年4月1日，臺北市政府開始拆遷公園預定地區域的地上建築，至此公園正式動工興建。公園完成後於1994年3月29日對外開放使用，並命名為「大安森林公園」；同時由於原地住戶均已拆遷，園內再無居民，原大安森林公園所在地之整併後剩下的龍飛里及萬龍里再次被裁併入龍門里。
2013年11月24日，台北捷運信義線開通，設於公園旁的大安森林公園站正式啟用。

## 爭議
觀音立像
1992年，臺北市政府開始興建大安公園，故拆遷公園內之各建築物，而於1985年即由大雄精舍所塑建之觀音立像（楊英風塑造）則獨獲存留。但引發同是位於公園周邊的基督教臺北靈糧堂信徒抗議和部分信徒不理性灑穢物和硫酸，激起佛教法師釋昭慧、大雄精舍住持明光法師、立法委員林正杰等人號召佛教子弟群起護佛，在觀音像前靜坐絕食抗議；經各方協調後，市府最終以公共藝術的角度決定保留觀音像，將該像定義為藝術品，禁止任何膜拜的宗教行為。
土壤問題
2014年，大安森林公園之友基金會請台灣及國際多位樹醫到大安森林公園會勘後，發現園內土壤有一萬年前海嘯衝來的沖繩黏土，厚度約60到75公分，再加上公園開闢時欠缺園藝專業人士參與規劃，覆土厚度只達到標準值的三分之一，甚至土壤內還有當時拆除房舍後沒清理乾淨的房屋廢料，使得樹木不易生長。預定將分5年逐步改善，以利園內樹木生長。

## 地理位置

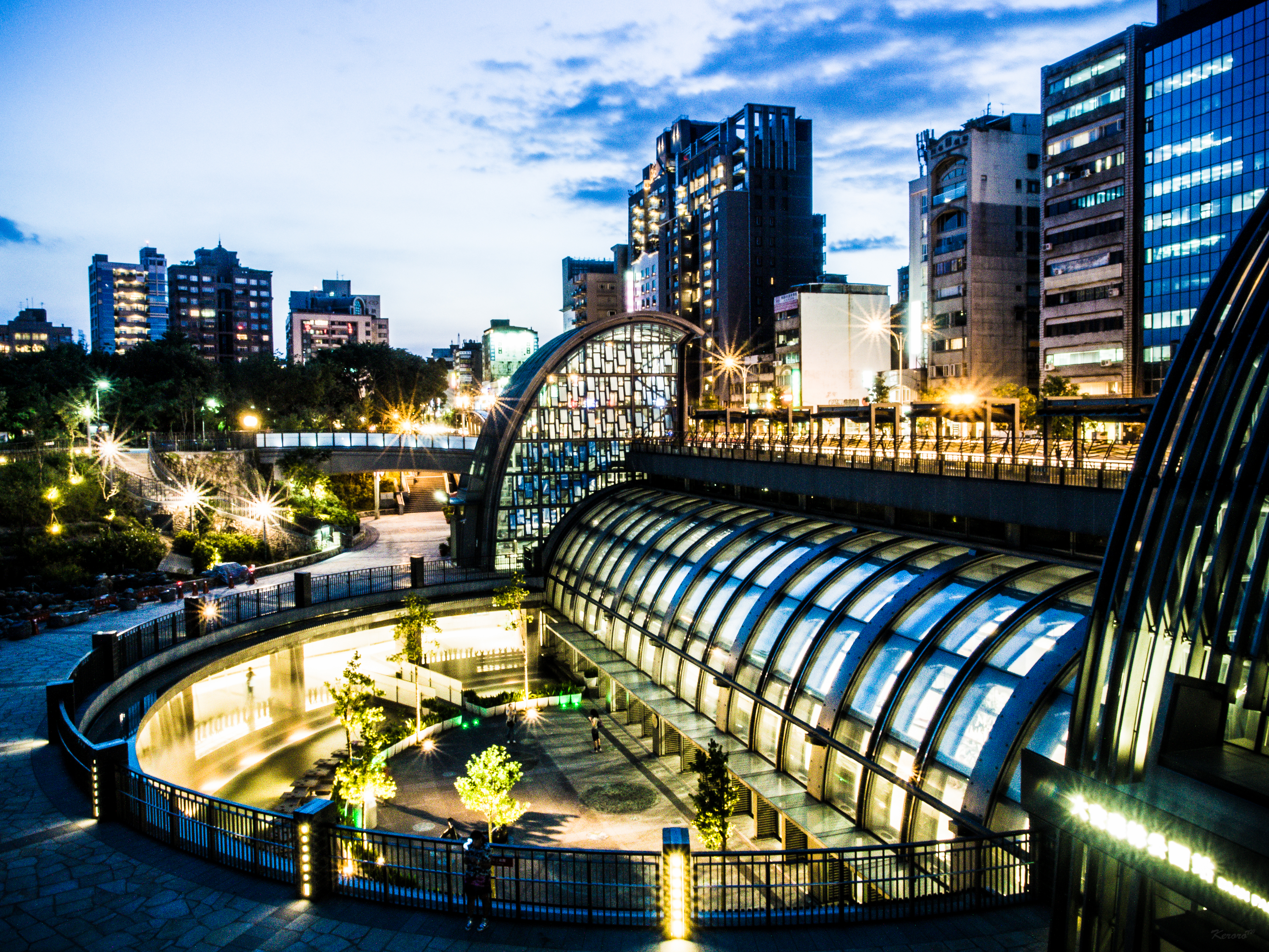
捷運大安森林公園站

- 行政劃分上屬於龍門里六鄰。
- 公園範圍：
  - 東面為建國南路二段
  - 南面為和平東路二段
  - 西面為新生南路二段
  - 北面為信義路三段

## 照片集

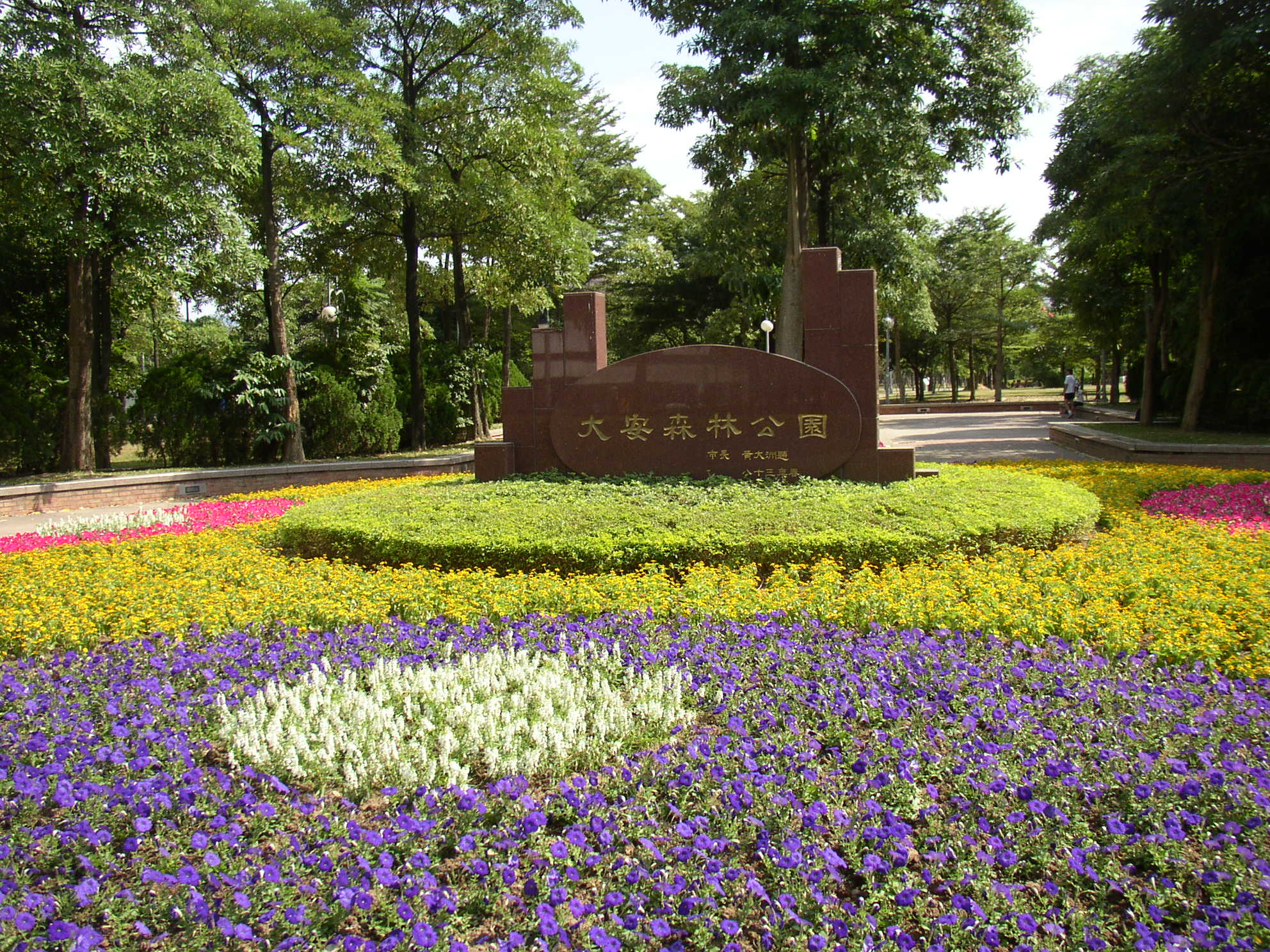
公園位於信義路、新生南路口的一號入口
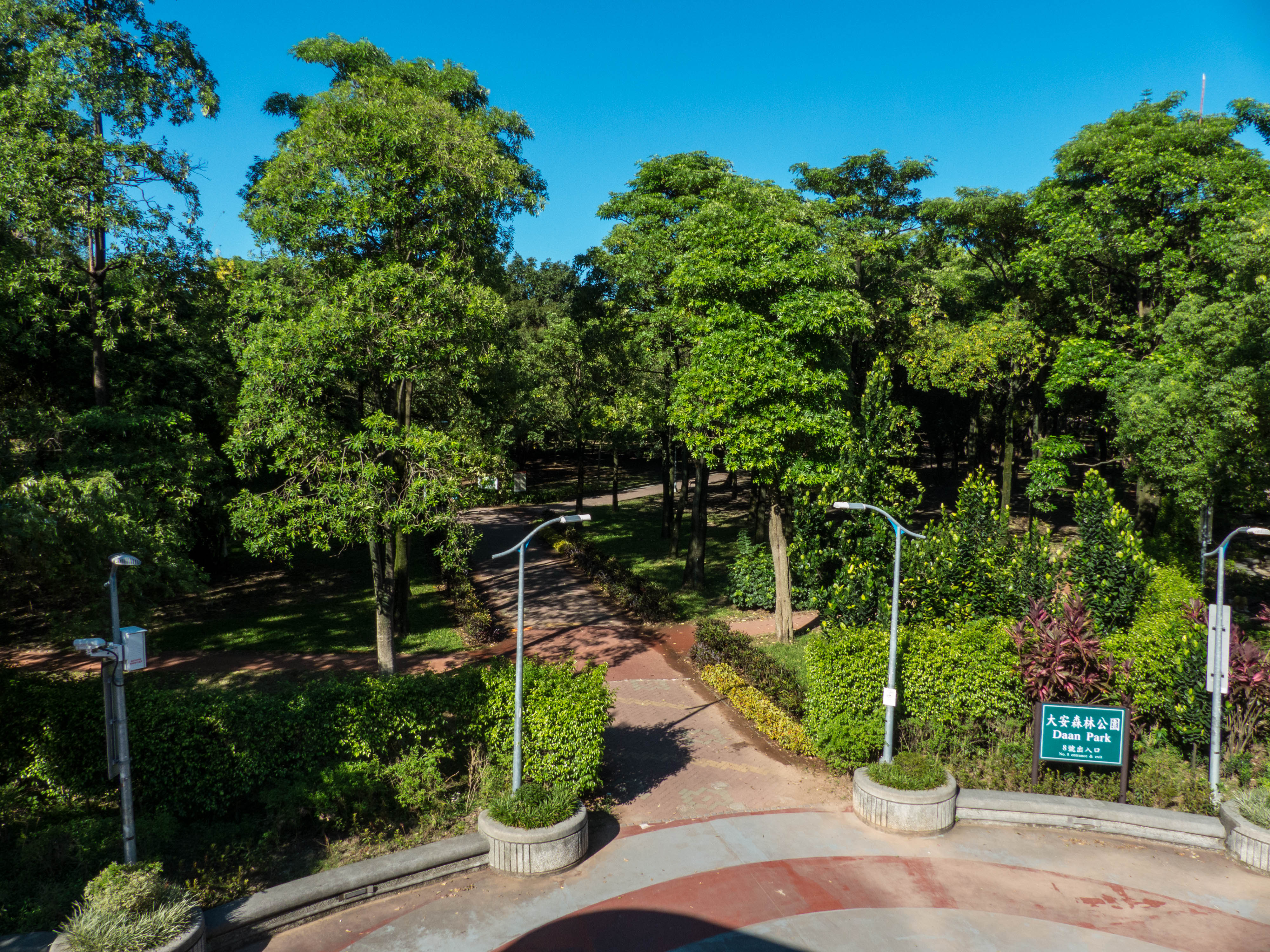
八號入口
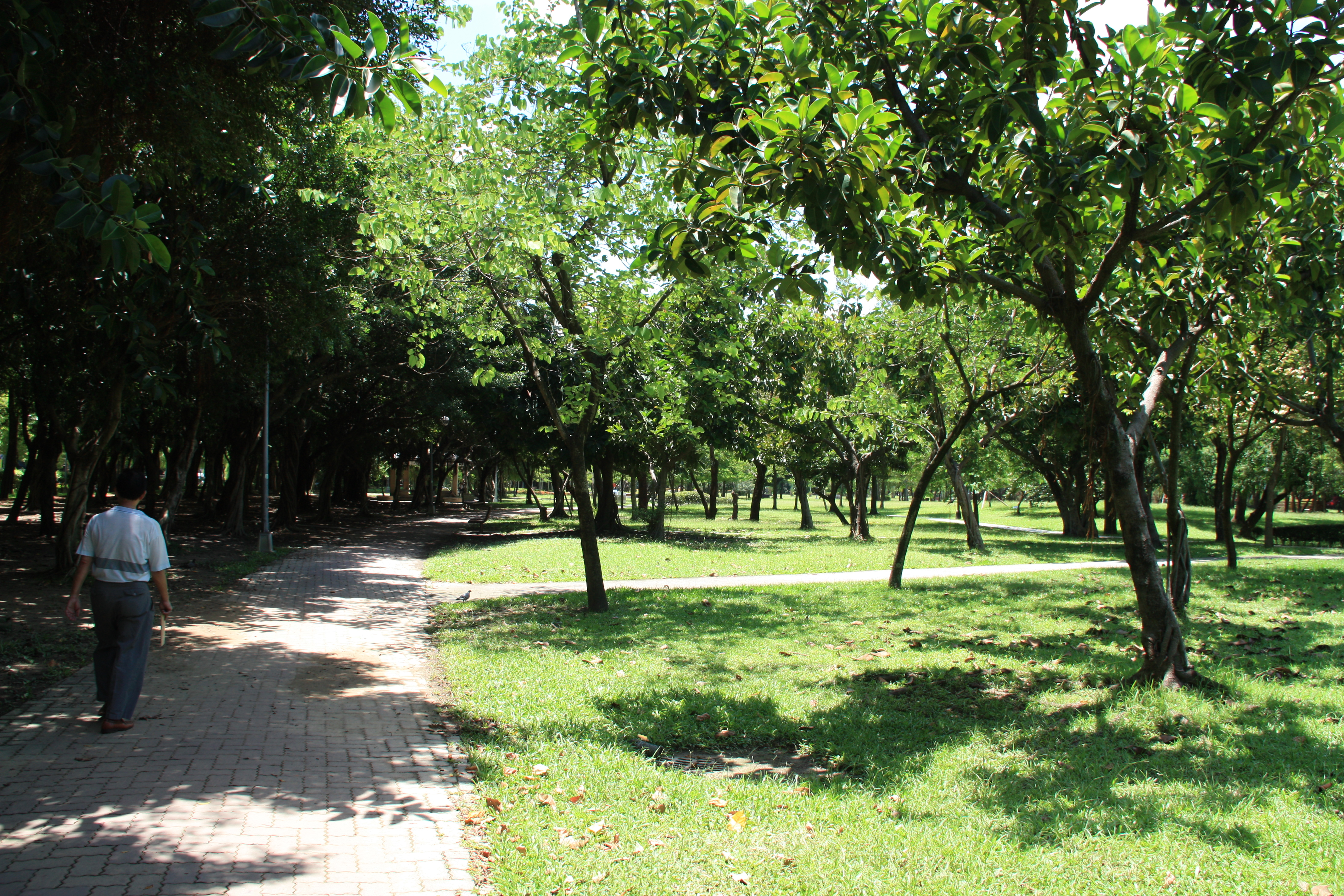
園內步道
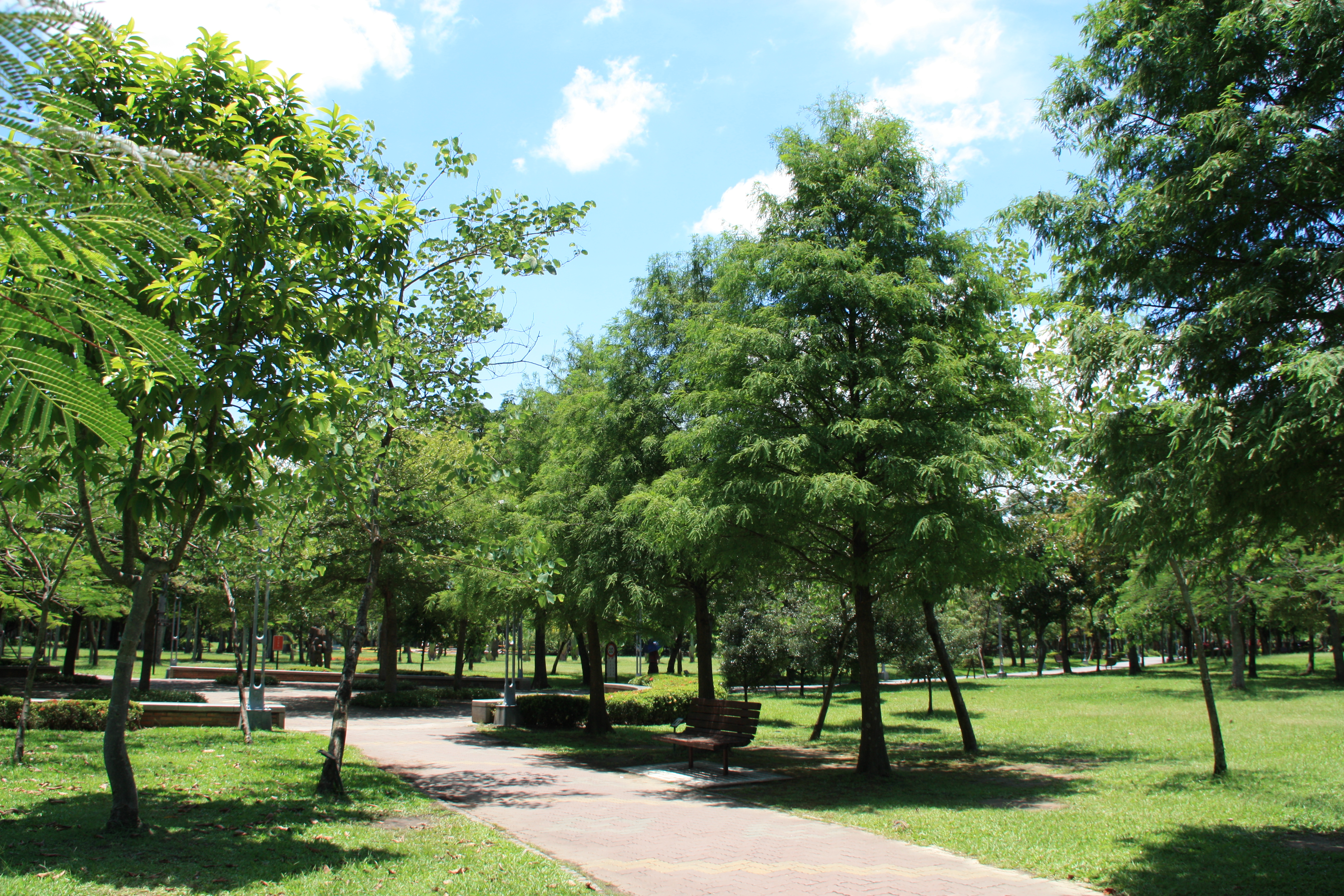
園內步道
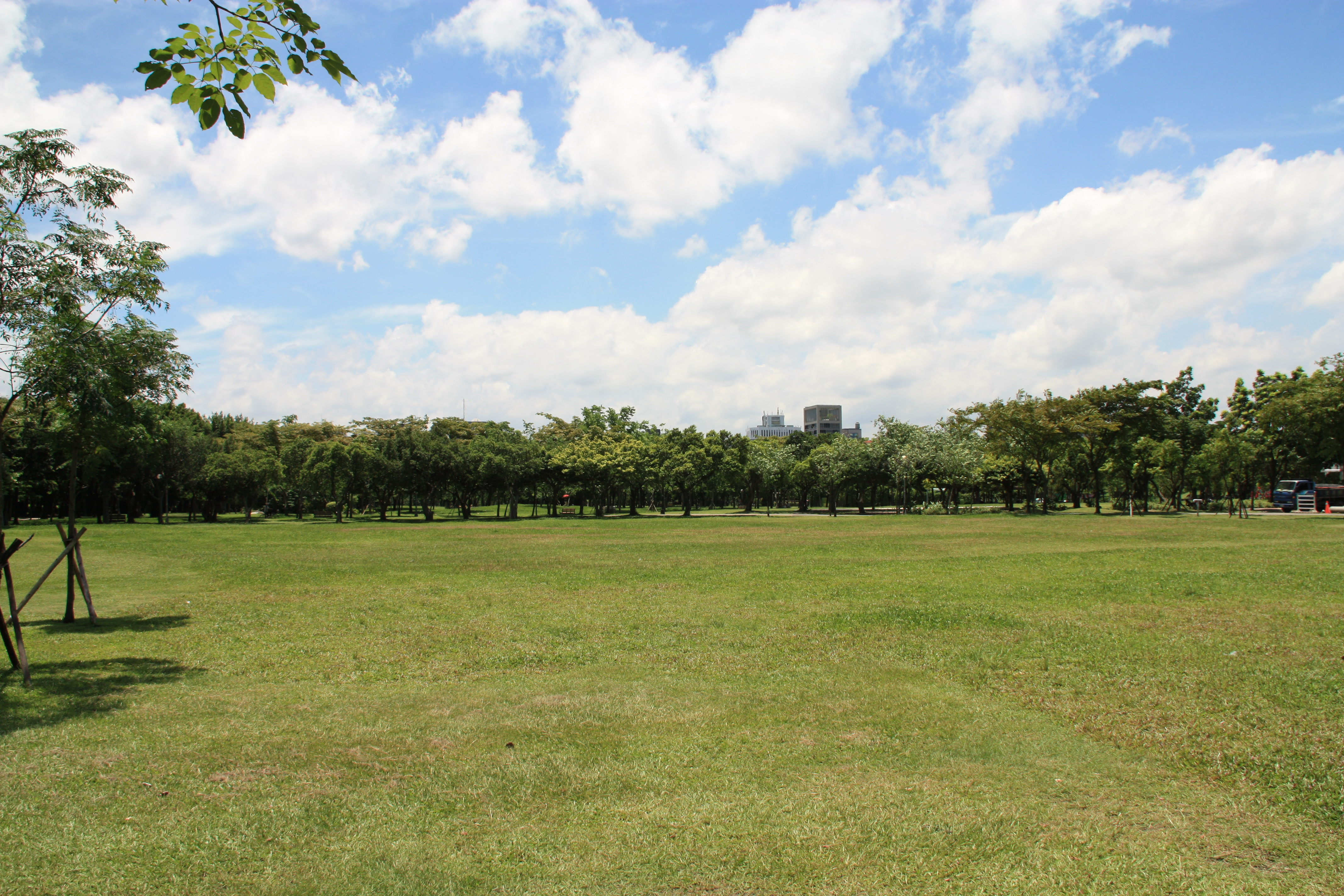
園內草坪
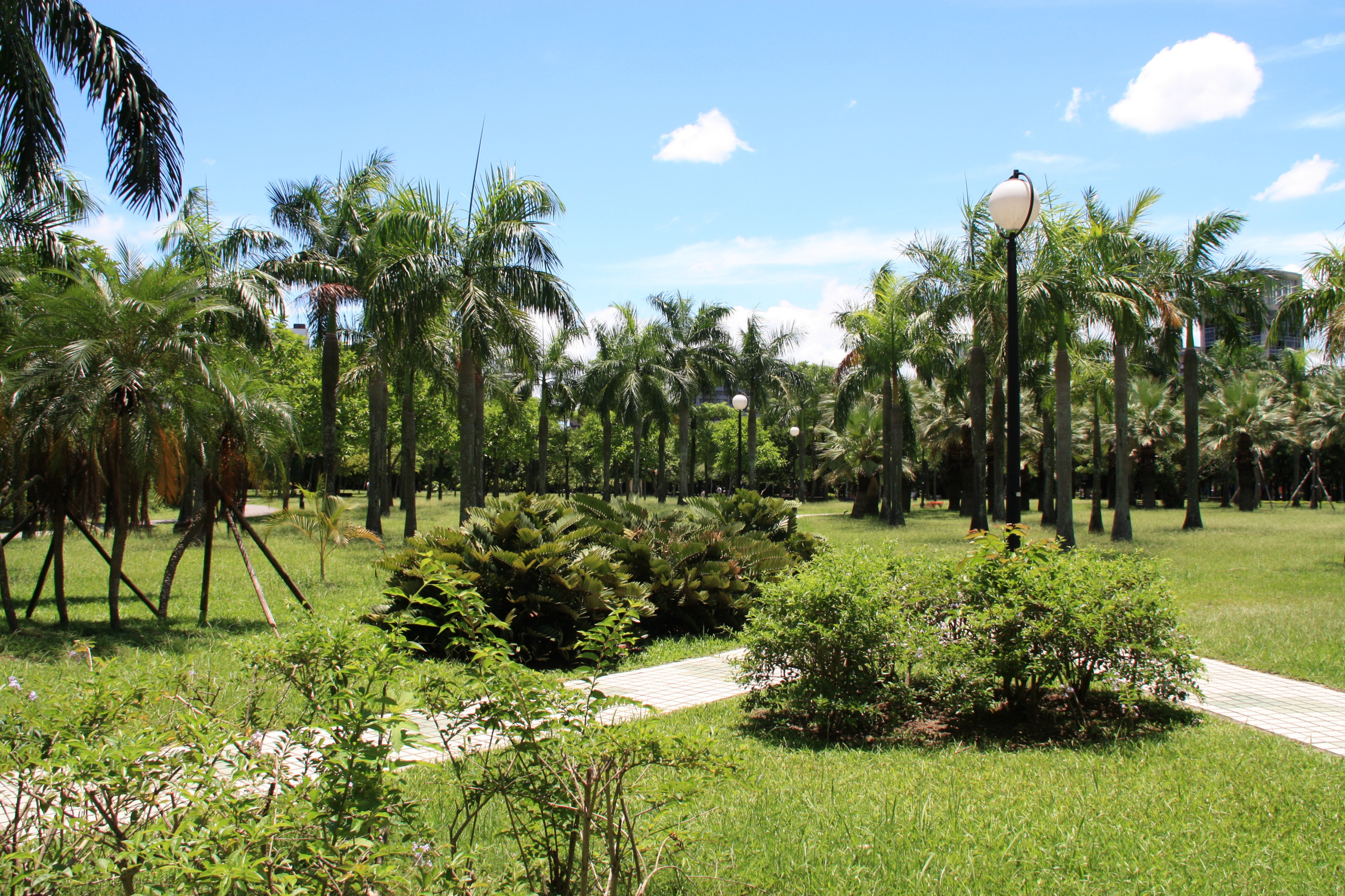
園內景觀
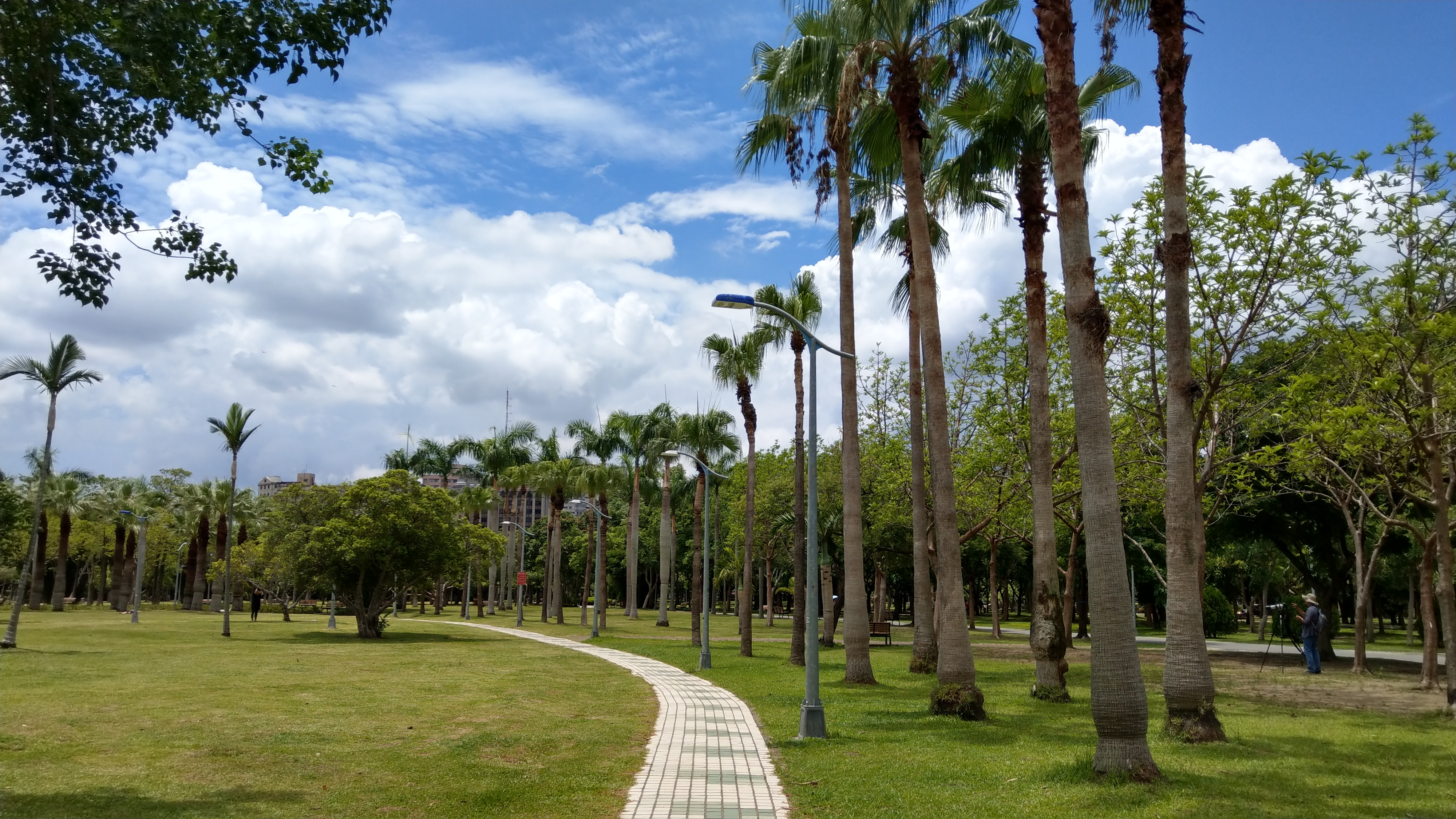
園內景觀
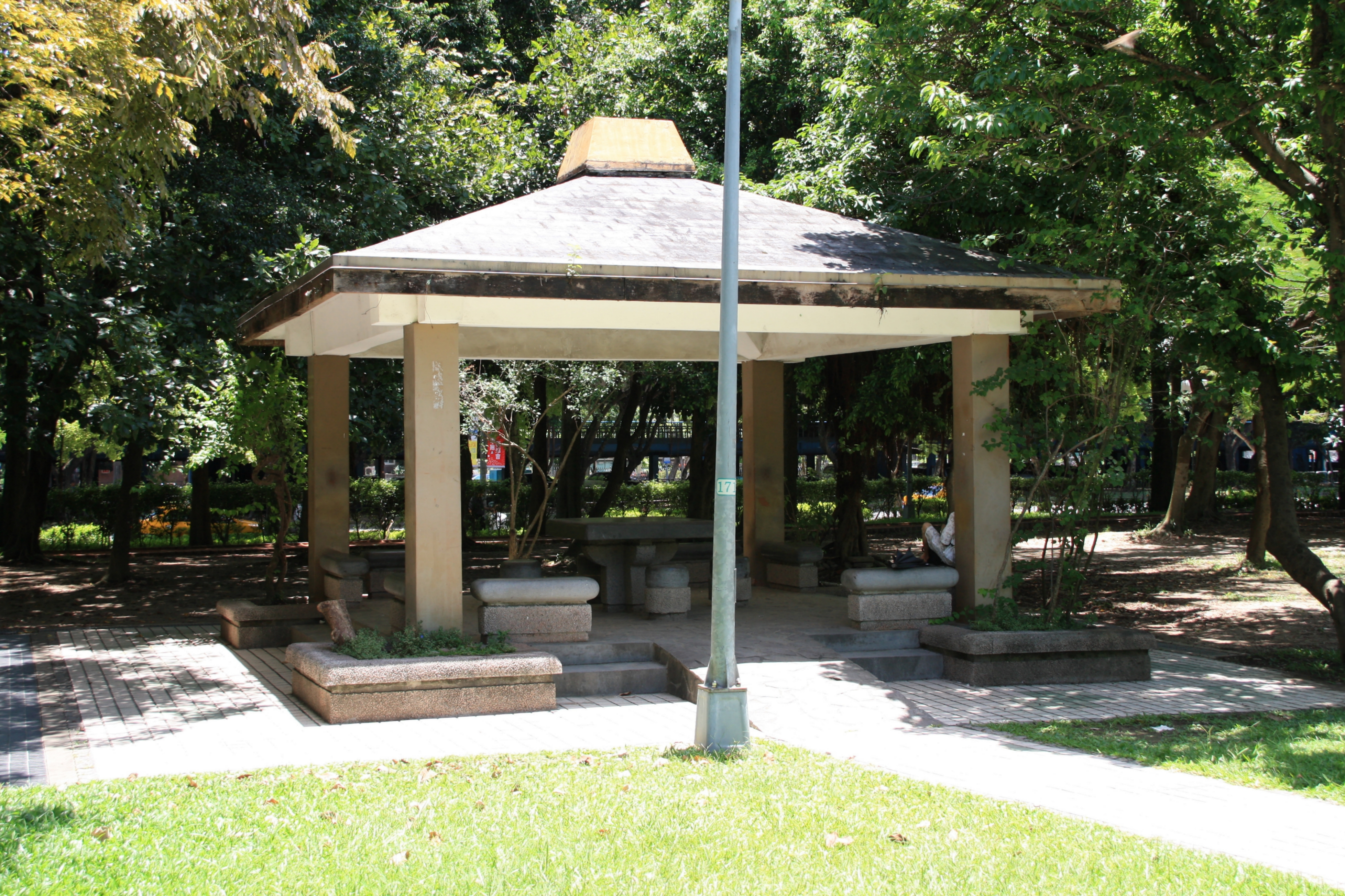
園內涼亭
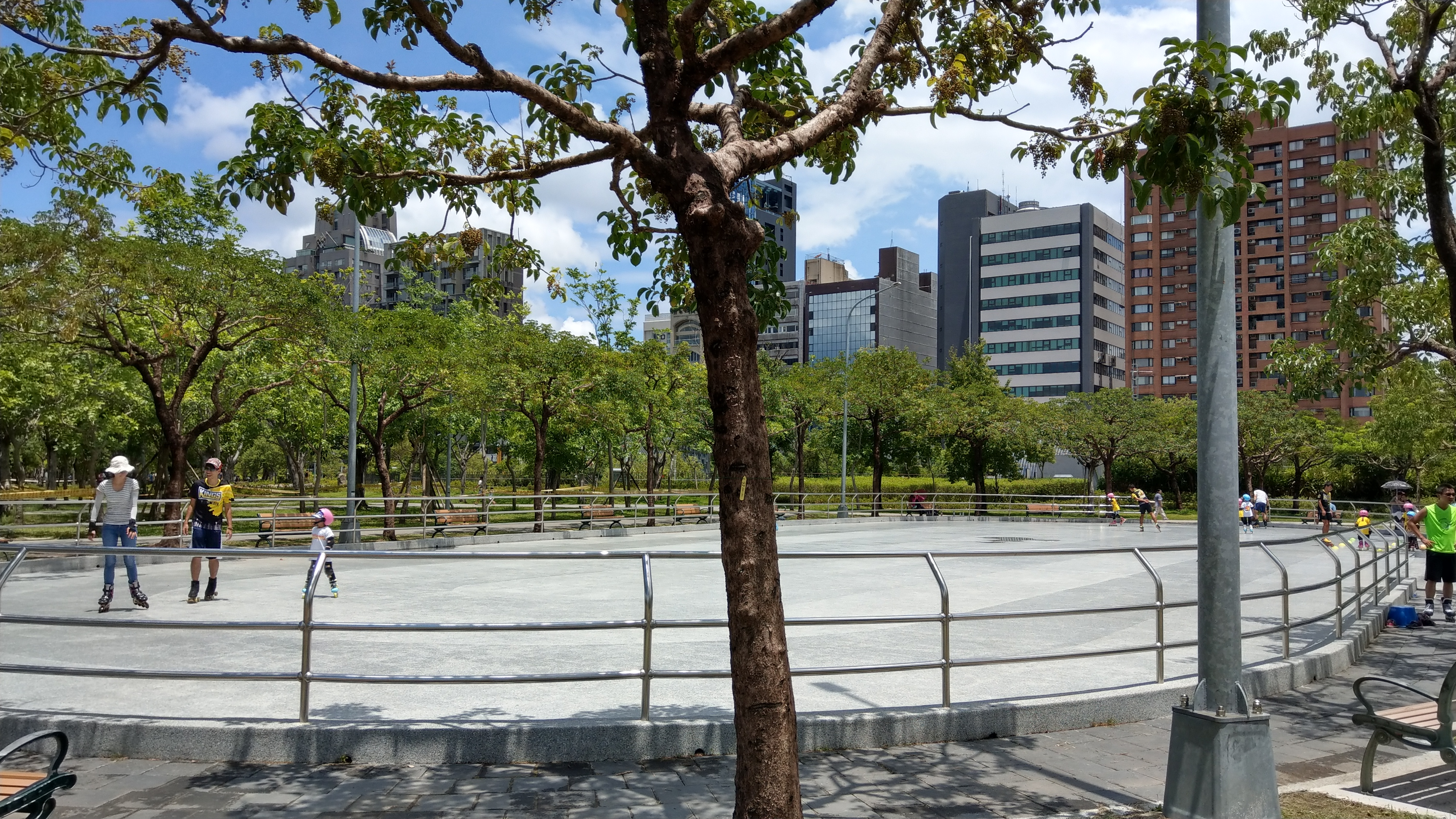
直排輪場
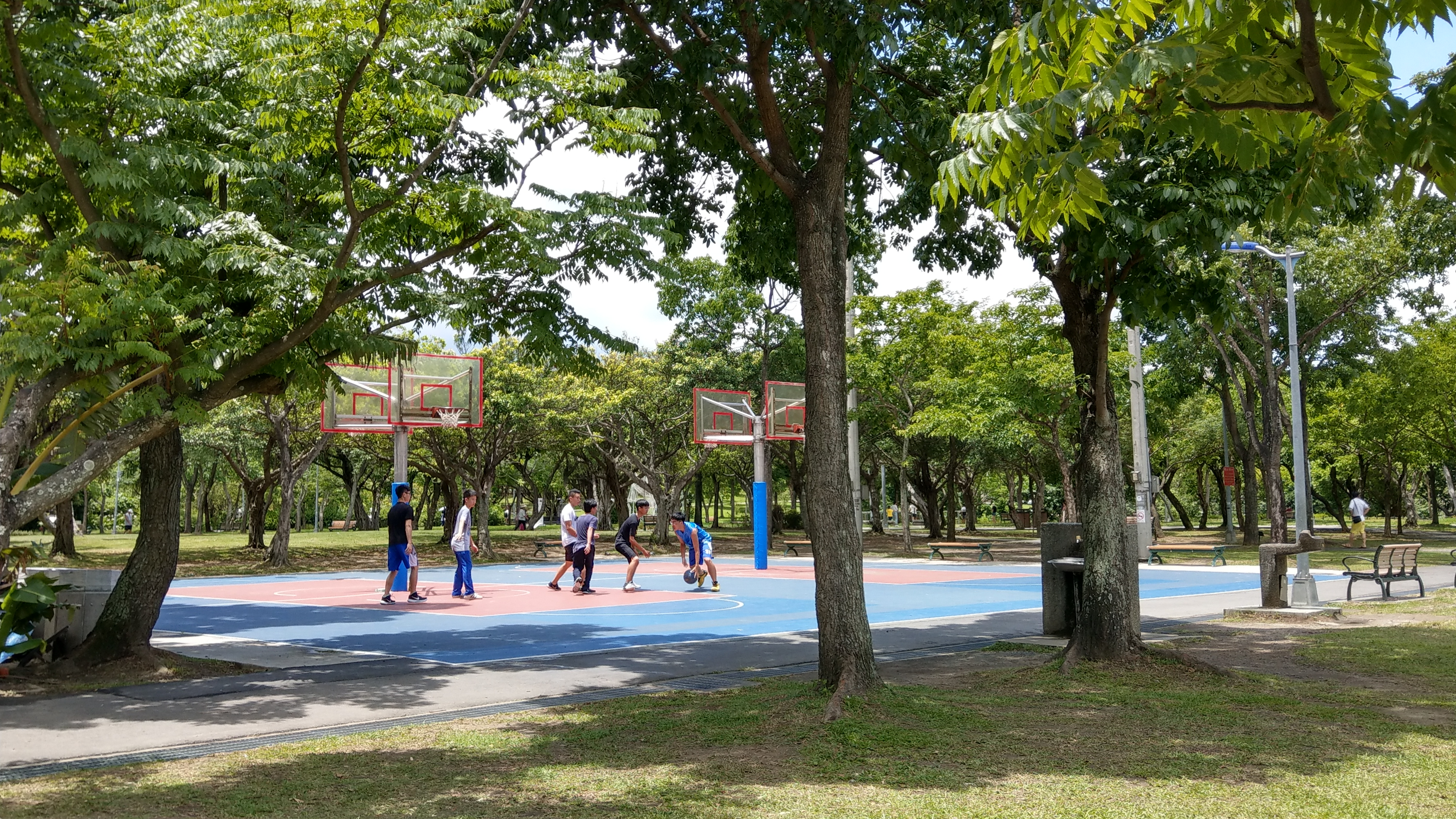
籃球場
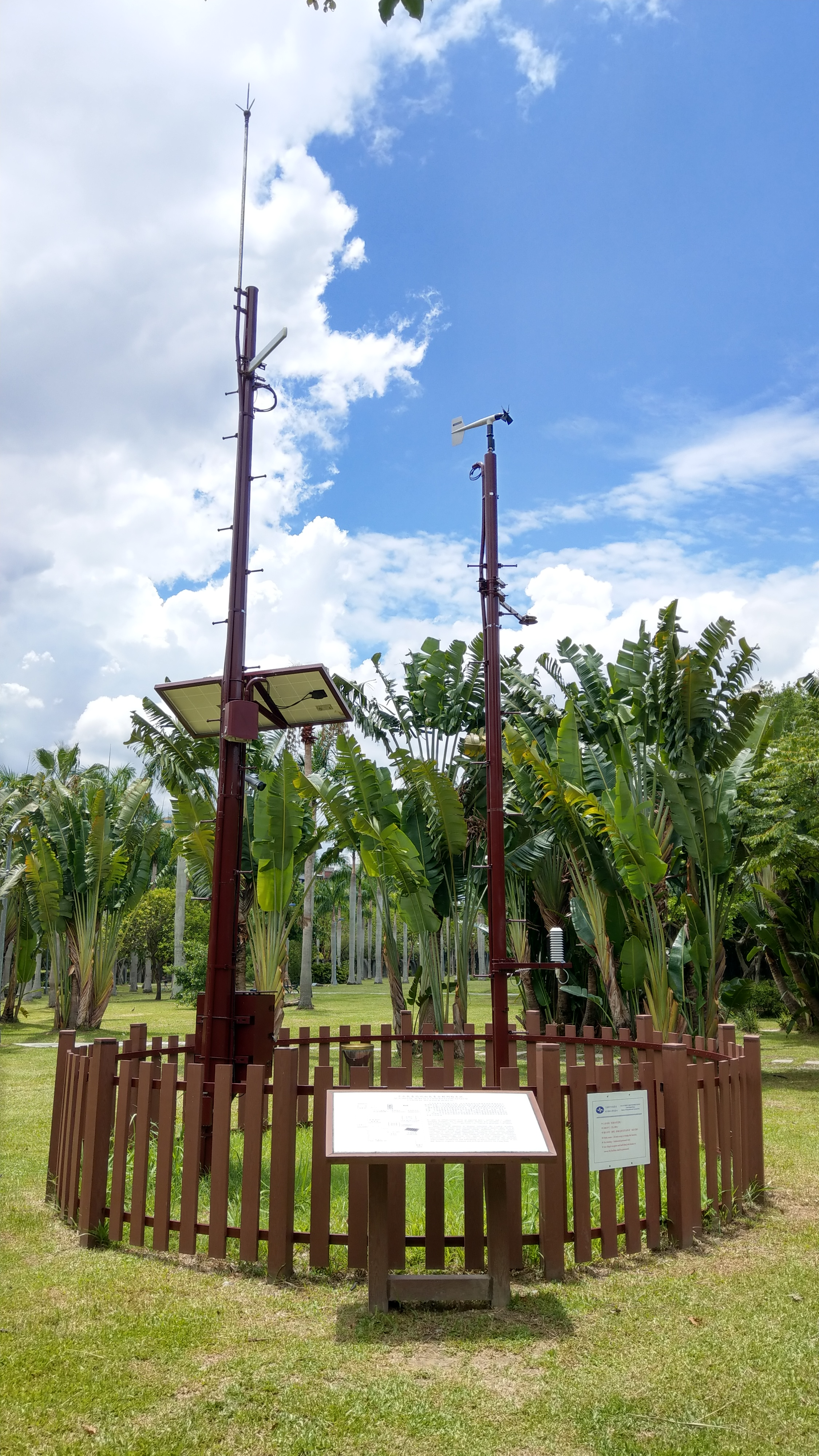
中央氣象局設於園內的氣象觀測點

## 相關花季
- 台北杜鵑花季：每年3月至4月。

## 外部連結
- 大安森林公園 - 台北旅遊網 （页面存档备份，存于）
- 大安森林公園 - 交通部觀光署 （页面存档备份，存于）
- 大安森林公園 - 公園走透透 （页面存档备份，存于）
- 大安森林公園之友基金會 （页面存档备份，存于）
  - 大安森林公園之友基金會的Facebook專頁
- 大安森WOOD學 （页面存档备份，存于） - 完整介紹大安森林公園內各種生態區
- 台北健森房 （页面存档备份，存于） - 位於大安森林公園內生態水圳旁的休憩設施
- 台北杜鵑花季 （页面存档备份，存于）